# Sophie Gengembre Anderson
Sophie Gengembre Anderson (* 1823 in Paris; † 10. März 1903 in Falmouth, Cornwall) war eine französisch-britische Malerin, deren Schwerpunkt auf der Darstellung von Kindern und Frauen lag, oft in ländlicher Umgebung.
Ihre Arbeiten werden den Präraffaeliten zugeordnet.

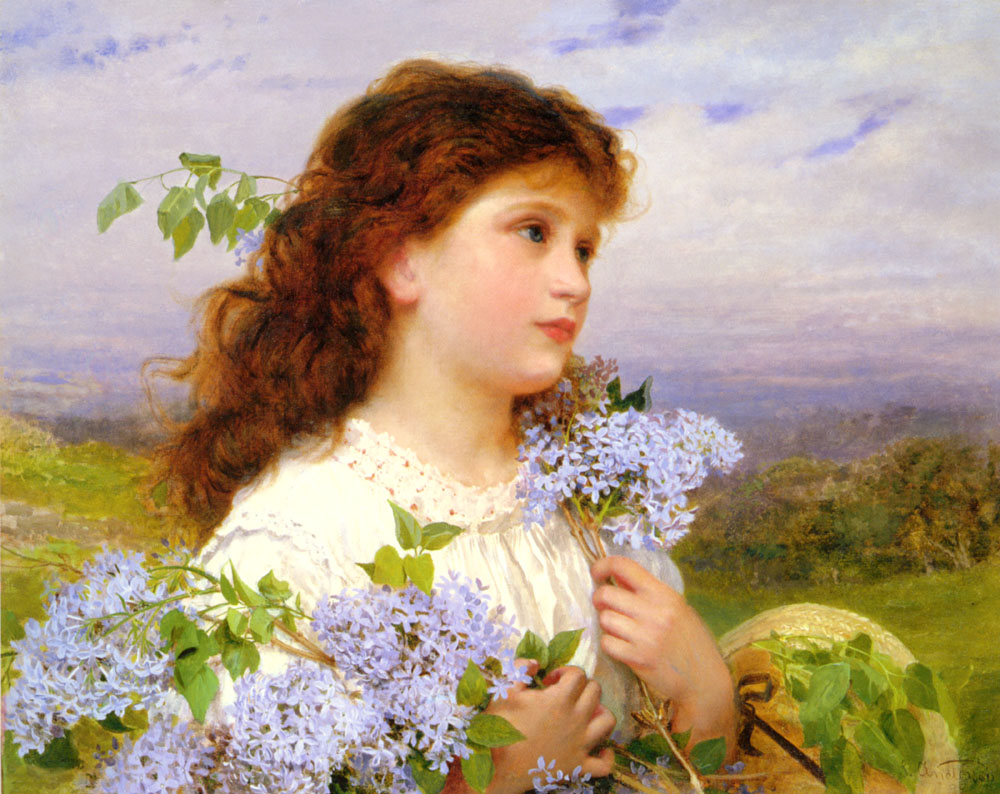
The Time Of The Lilacs

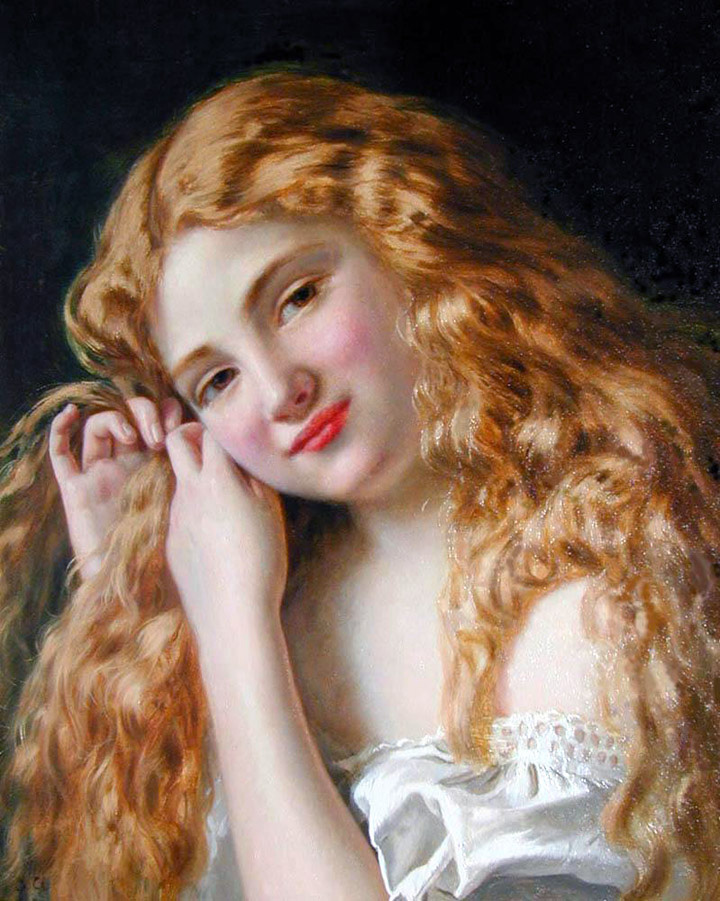
Young Girl Fixing Her Hair

## Leben
Sie war die Tochter des Pariser Architekten Charles A. C. Gengembre und einer aus England stammenden Mutter. Schon in frühen Jahren studierte sie Porträtmalerei bei Carl von Steuben in Paris.
Beim Ausbruch der Revolution von 1848 übersiedelte sie nach Cincinnati in Amerika, wo sie den britischen Künstler Walter Anderson heiratete. 1854 kehrte sie nach England zurück. 1855 stellte sie ihre Werke in der Royal Academy aus. Später lebte sie längere Zeit auf Capri.